# Pere Garcia Fària
Pere Garcia Fària (Barcelona, 3 d'abril de 1858 - ibídem, 19 de setembre de 1927) fou un arquitecte i enginyer català. Era fill de Sebastián García Robres, natural d'Oriola, i de Rosa Fària, natural de Barcelona. La seva família, d'origen portuguès, s'establí a Catalunya en comprar la cartoixa d'Escala Dei després de la desamortització de Mendizábal. El 1880 obtenia el títol d'enginyeria a la Universitat de Madrid; pocs anys després, el 1886, obtindria el d'arquitectura a Barcelona. Després d'ocupar diversos càrrecs a l'Ajuntament de Barcelona, el 1889 fou nomenat enginyer en cap. El 1893 elaborà un Projecte de sanejament del subsòl de Barcelona, a càrrec del Servei de Sanejament, que preveia la instal·lació d'una xarxa de clavegueram a Barcelona i el delta del Llobregat; també incloïa plànols topogràfics de Barcelona i la comarca del Baix Llobregat, així com dades demogràfiques de la zona durant la dècada de 1880-1890. Lamentablement, el projecte fou rebutjat pel consistori barceloní.
El 1896, en ser cessat del càrrec, ingressà al cos d'enginyers de l'Estat, per al qual efectuà nombrosos projectes de ferrocarrils, pantans, canalitzacions, etc. Entre 1896 i 1902 col·laborà amb Enric Sagnier i Villavecchia en la construcció de la nova Duana del Port de Barcelona.